# Axelle Fanyo
Axelle Fanyo (2 april 1989) is een Franse sopraan. Ze zingt zowel klassieke liedrecitals als operarollen.

## Biografie
Axelle Fanyo werd geboren als dochter van een Togolese vader en een Frans-Antilliaanse moeder, en groeide op in Seine-Saint-Denis in Frankrijk.

### Opleiding
Op vijfjarige leeftijd begon Fanyo met vioolspelen, het voorkeursinstrument van haar moeder. Ze bleek talent te hebben, maar het instrument had niet haar eigen voorkeur. In een interview uit 2023 zegt ze hierover: "Ik háátte vioolspelen. Het is een prachtig instrument, maar niet het mijne." Toen ze op haar 15e voor het eerst sopraan Jessye Norman hoorde zingen was ze hier volkomen door gegrepen, mede vanwege het feit dat Norman net als Fanyo zwart is, en daardoor een rolmodel voor haar was. Ze ging evenwel viool studeren aan La Courneuve (het conservatorium van Aubervilliers).
Na het afronden van deze studie met het behalen van diverse prijzen, en het behalen van een graad in de musicologie aan de universiteit Sorbonne in Parijs, ging ze vanaf 2012 zang studeren aan het Conservatoire National Supérieur in Parijs (CNSMDP) bij Glenn Chambers. Hier behaalde ze in 2016 haar Masterdiploma Zang. Verdere scholing volgde ze drie jaar lang bij Opera Fuoco onder leiding van David Stern en via masterclasses bij Véronique Gens, Waltraud Meier, Felicity Lott en Renée Fleming aan de Song Studio van Carnegie Hall. In 2020 - 2021 volgde ze de cursus Liedkunst aan de Académie Orsay-Royaumont, bij Karine Deshayes, Stéphanie d'Oustrac en Christoph Prégardien. Ze behoorde tot de vier laureaten. Pianist Julius Drake, die eveneens doceerde in deze cursus, nodigde Fanyo uit voor haar debuutoptreden in 2023 in de serie Hemelbestormers in het Koninklijk Concertgebouw in Amsterdam.

### Operarollen
Fanyo was te horen als Elisabeth in Tannhaüser (Wagner), Barena in Jenufa (Janáček) en Vitellia in La Clemenza di Tito (Mozart) bij de Opera van Dijon, als Maria in West Side Story (Bernstein), Fata Morgana in L’amour des trois oranges (Prokofjev), Jenny in Mahagonny (Weill), in The Fairy Queen (Purcell) op het Barokfestival van Shanghai, Eleonora in Prima la musica et poi la parole (Salieri), barones in The Adventures of Baron de Münchhausen in het Théâtre Impérial in Compiègne, Juno in La Divisione del Mondo (Legrenzi) met Talens Lyrique o.l.v. Christophe Rousset in de Philharmonie in Keulen, en als Eleonora in La forza del destino (Verdi). In 2023 debuteerde ze als Tosca in de gelijknamige opera van Puccini en in de hoofdrol als Luisa Miller van Verdi.

### Overig
Fanyo trad op met bekende orkesten en dirigenten zoals het Orchestre de Paris en het San Francisco Symphony Orchestra, beide onder leiding van Esa-Pekka Salonen, en met het barokensemble Le Concert Spirituel o.l.v. Hervé Niquet.
Het platenlabel Deutsche Grammophon nodigde haar uit om binnen hun Rising Star-programma in 2022 haar eerste solo-opname te maken van het werk Youkali van Kurt Weill, gevolgd door een tweede opname in 2023 met Cabaret Song nr 6 (amor) van William Bolcom. Ze is tevens benoemd tot Rising Star voor het seizoen 2023/24 in het European Concert Hall Organization (ECHO)-programma. Onder deze noemer gaat ze met een recitalprogramma op tournee, bestaande uit vijftien optredens op grote festivals op Europese podia, waaronder de Weense Musikverein, het Londense Barbican, de Hamburgse Elbphilharmonie, de Philharmonie de Paris en het Amsterdamse Concertgebouw. In 2023 trad ze tevens op in de Turangalîla-symfonie van Olivier Messiaen, in een tv-registratie voor ARTE. Ook was ze te zien in de documentaire René Fleming's Cities that sing: Paris (2022), in een tv-registratie van de productie Le Malade Imaginaire (Molière) en in de Franse tv-serie Je t'aime etc.

## Prijzen
- 2015 Eerste prijs Internationaal Studenten LiedDuo Concours 2015 (Enschede), samen met pianist Tokiko Hosoya[8]
- 2018 Jong Talentprijs Concours international d’interprétation de la Mélodie française (Toulouse)
- 2019 Eerste prijs Kaleidoscope Competition (Los Angeles)[9]
- 2021 Grand Prix Nadia en Lili Boulangercompetitie[10]

## Discografie
- 2021 - Mélodies persanes, op.26, nr.1 - 6 Tournoiement - op verzamelcd met werken van Camille Saint-Saëns - Axelle Fanyo, orchestre du capital de Toulouse e.a. - Palazetto Bru Zane BZ 1045
- 2021 - La vie antérieure van Henri Duparc - op verzamelcd Aimer à loisir: Académie Orsay-Royaumont - Axelle Fanyo, Adriano Spampanato e.a. - B Records LBM 034
- 2022 - Musical Moments: Youkali (Weill) - Axelle Fanyo, Kunal Lahiry - stream, Deutsche Grammophon
- 2023 - Musical Moments: Amor (Bolcom) - Axelle Fanyo, Kunal Lahiry, piano - stream, Deutsche Grammophon